# Essigella pini
Essigella pini är en insektsart som beskrevs av Wilson 1919. Essigella pini ingår i släktet Essigella och familjen långrörsbladlöss. Inga underarter finns listade i Catalogue of Life.